# BLUE (アンジェラ・アキのアルバム)
『BLUE』（ブルー）は、日本のシンガーソングライター・アンジェラ・アキのメジャー6作目のアルバム。2012年7月18日に発売。発売元はエピックレコードジャパン。

## 概要
- 2011年9月『WHITE』から約10ヶ月ぶり、出産後復帰第一弾のオリジナル・アルバム。
- DVD付初回限定盤[1]・通常盤[2]2形態で発売。
- 『TODAY』以来の全曲アンジェラによる作詞・作曲。
- 『LIFE』以来のオリジナル・アルバム13曲構成が復活した。
- アルバムのテーマについて、アンジェラは「タイトルの『BLUE』は青色という単色ではなく、憂鬱なブルーから爽快なブルーをイメージしていて、その幅広さをこのラブソングのアルバムで表現したかった。」と述懐。
- 全アルバムの中で特に気に入っている作品にアンジェラは本作を挙げ[3]、出産を経てスランプを脱したことで製作者としての喜びを毎晩噛み締めながら演奏に励んだと語っている。
- 本作発表後、旧友からブロードウェイ・ミュージカルの話が持ち上がり、2014年初頭より本格的に楽典の勉学に励むため、日本国内での活動を無期限休止すると発表したことから2014年現在、本作は最後のオリジナル・アルバム。

## 収録曲

### CD
全曲　作詞・作曲：アンジェラ・アキ
1. アイウエオ
  - 編曲：アンジェラ・アキ
2. 告白
  - 編曲：アンジェラ・アキ、とく、牧野"Q"英司
  - テレビアニメ『宇宙兄弟』エンディングテーマ
3. Foolish Love
  - 編曲：亀田誠治
4. 恋の駆け引き
  - 編曲：アンジェラ・アキ、エバラ健太
5. Cry
  - 編曲：アンジェラ・アキ
6. In My Blood
  - 編曲：アンジェラ・アキ、エバラ健太
7. You and I
  - 編曲：アンジェラ・アキ、エバラ健太
8. モンスター
  - 編曲：ホッピー神山
9. 心の天気予報
  - 編曲：Ryosuke"Dr.R"Sakai
10. factory
  - 編曲：アンジェラ・アキ
11. 夜明け前の祈り
  - 編曲：アンジェラ・アキ、河野伸
12. BLUE
  - 編曲：ホッピー神山
13. One Family ～宇宙の渚スペシャルバージョン～
  - 編曲：河野伸
  - NHK「宇宙の渚」テーマソング
  - 第62回NHK紅白歌合戦で歌唱された。

### DVD
1. 『告白』ミュージック・ビデオ
2. 『告白』ミュージック・ビデオ（アニメ映像バージョン）
3. 『告白』ミュージック・ビデオ メイキング映像
4. 『MY KEYS 2011 in 日本武道館 POWER OF MUSIC～オールリクエストスペシャル～』ライブムービー